# Monolene megalepis
Monolene megalepis är en fiskart som beskrevs av Woods, 1961. Monolene megalepis ingår i släktet Monolene och familjen tungevarsfiskar. Inga underarter finns listade i Catalogue of Life.